# Guldsmalbi
Guldsmalbi (Lasioglossum aeratum) är en biart som först beskrevs av Kirby 1802. Guldsmalbi ingår i släktet smalbin, och familjen vägbin. Inga underarter finns listade.

## Beskrivning
Ett litet bi med metallglänsande, gulgrönt huvud, ibland rent guldfärgat hos hanen. Antennernas undersida är gul, mycket påtagligt hos hanen, som även har gula till vitgula partier på munskölden och käkarna. Mellankroppen är glänsande i grönt, ibland med dragning åt blågrönt eller gulgrönt hos honan, rent guldglänsande hos hanen. Bakkroppen är mörk med fläckar av vitt hår på andra och tredje tergitens sidor.Könen skiljs åt på att honan har runt huvud, och hanen blekgula tecken på baklåren samt gula bakfötter. Längden uppgår till omkring 5 mm, hos hanen ibland ngot mindre.

## Ekologi
Guldsmalbiet förekommer på habitat som öppna sandmarker, gärna också alvar. Det är polylektiskt, dvs det flyger till många olika blommande växter, och har bland annat observerats på fibblor, maskrosor, blåmunkar, teveronika, ögontröst och vildmorot. I de södra delarna av sitt utbredningsområde håller arten främst till i bergen. Mycket litet är känt om dess fortplantning frånsett att den som många smalbin bygger sina bon i marken, samt att boet ibland parasiteras av boparasiten småblodbi, som lägger sina ägg i larvcellerna och vars larv lever av det insamlade pollenförrådet sedan värdägget eller -larven dödats.

## Utbredning
Utbredningsområdet omfattar Europa och Centralasien från Brittiska öarna i väster. I Sverige finns guldsmalbiet framför allt i Skåne, Öland och Gotland, men mera glest även i Blekinge, Småland och Östergötland, medan den betraktas som utdöd i Södermanland och Uppland. I Finland har fyra fynd gjorts i södra delarna av landet. Den rödlistades 2000 som starkt hotad ("EN"), och 2010 som "ej bedömd". Några senare undersökningar har hittills (2022) ej gjorts, men Finlands artdatacenter betecknar arten med "förekommer icke" i sin rödlista. Arten minskar påtagligt i Sverige och är där rödlistad som nära hotad ("NT").